# (10849) Onigiri
(10849) Onigiri es un asteroide perteneciente al cinturón de asteroides, región del sistema solar que se encuentra entre las órbitas de Marte y Júpiter.
Fue descubierto el 25 de enero de 1995 por Satoru Otomo desde Kiyosato, Japón.

## Designación y nombre
Designado provisionalmente como 1995 BO1, fue nombrado por el onigiri, un alimento portátil del tamaño de la palma de la mano que se ha consumido en Japón durante más de 500 años. Se ha convertido en un alimento nacional y recientemente se ha vuelto muy conocido también en el extranjero.

## Características orbitales
Onigiri está situado a una distancia media del Sol de 2,248 ua, pudiendo alejarse hasta 2,422 ua y acercarse hasta 2,074 ua. Su excentricidad es 0,078 y la inclinación orbital 3,617 grados. Emplea 1231,01 días en completar una órbita alrededor del Sol.

## Características físicas
La magnitud absoluta de Onigiri es 13,85. Tiene 4,349 km de diámetro y su albedo se estima en 0,408.